# Håkon Herdebrei
Håkon Sigurdsson Herdebrei (även kallad för Håkon II Herdebrei),; född 1147, död 7 juli 1162, var kung av Norge 1159-1162. Håkon, med tillnamnet Herdebrei (axelbred), var son till kung Sigurd Munn. När fadern och farbrodern kung Öystein Haraldsson dog sattes den unge Håkon som kung av deras anhängare. Han tvingades dock i landsflykt i Götaland och återvände till Norge och Kungahälla 1158 där han förlorade ett slag mot Inges härförare Gregorius Dagsson. Men vid påsk 1159 kom Håkon till Trondheim där han hyllades som konung och tillerkändes sin del av arvet efter fadern. Han blev då kung tillsammans med Inge Krokrygg. Inbördeskrig pågick mellan kungarna och Håkon hade starkt stöd i Tröndelag, och lyckades nästan gå segrande ur striden. Inge stupade 1161, men hans anhängare samlade sig under Erling Skakkes ledning och i slaget vid Sekken i Romsdalsfjorden 1162 stupade kung Håkon.